# Wilhelmus Wulfingh
Wilhelmus Antonius Ferdinandus Wulfingh ('s-Hertogenbosch, 30 mei 1839 – 5 april 1906) was apostolisch vicaris van Nederlands Guyana-Suriname. 

## Carrière
Wulfingh werd in 1839 geboren als zoon van de uit Kleef afkomstige Wilhelm Anton Justinus Wulfingh, controleur bij het r.k. armbestuur in 's-Hertogenbosch, en Maria Elisabetha Frietman. 
Op 15 oktober 1861 trad Wulfingh toe tot de Congregatie van de Allerheiligste Verlosser (Redemptoristen) en op 1 oktober 1867 werd hij in Wittem tot priester gewijd. Daarna was hij in Nederland actief als volksmissionaris en als rector van het redemptoristenklooster aan de Keizersgracht in Amsterdam. In de zomer van 1888 vertrok hij als missionaris naar Suriname. 
In maart 1889 overleed de toenmalige apostolisch vicaris van Suriname Johannes Schaap. Op 6 juni daarop werd pater Wulfingh benoemd tot apostolisch vicaris van Suriname en titulair bisschop van Cambysopolis (in het huidige Turkije). Terug in Nederland werd hij op 15 december van dat jaar in 's-Hertogenbosch tot bisschop gewijd door bisschop A. Godschalk, bijgestaan door onder andere aartsbisschop Snickers. Wulfingh koos als wapenspreuk Succure miseris (Help de ellendigen). Daarop keerde hij terug naar Suriname.
Tijdens zijn ambtsperiode bouwde Wulfingh 37 kerkjes, 6 kapellen en 11 scholen. Hij was oprichter van het weekblad De Surinamer, van de leprozerie Gerardus Majella (melaatsenzorg) en de Stichting Hofbauer-Liefdewerk (geldwerving ten behoeve van de missie in Suriname). Voor het verzorgen van (godsdienst)onderwijs haalde Wulfingh de fraters van Tilburg naar Suriname en voor de ziekenzorg en dan met name het werk in de leprozerie vroeg hij de Zusters van Liefde uit Tilburg. Voor zijn inspanningen ten behoeve van de leprozen kreeg Wulfingh de erenaam 'Vader der melaatschen'. 
Omdat hij last kreeg van het tropische klimaat in Suriname vertrok Wulfingh in oktober 1905 naar Nederland om weer aan te sterken. Toen hij redelijk hersteld was ging hij op 4 april 1906 in Amsterdam aan boord van een schip dat hem terug naar Suriname zou brengen, maar een dag later overleed hij, midden op zee. Wulfingh werd 66 jaar oud en is in Paramaribo begraven.

## Eerbetoon
- In Paramaribo zijn een R.K. mulo en een straat naar hem vernoemd: de Mgr. Wulfinghschool en de Mgr. Wulfinghstraat.
- Er werd in 1909 een borstbeeld van hem onthuld in de leprozerie Gerardus Majella; deze werd in 1969 verplaatst naar het erf van de Mgr. Wulfinghschool.
- In 's-Hertogenbosch is een straat naar hem vernoemd: Wulfinghstraat (de Vliert).[1]

## Trivia
- Zijn oudere broer Karel Mathias Antonius Leonardus Wulfingh (1838-1898) was eveneens een bekend redemptorist.

## Biografie
- Levensschets van Z. D. H. Monseigneur W.A.F. Wulfingh, titulair-bisschop van Cambysopolis, apostolisch vicaris van Suriname, Roermondsche Stoomdrukkerij, 1906